# Møgunger
Møgunger er en dansk film fra 2003, instruret af Giacomo Campeotto og skrevet af Søren Danielsen. Filmen omhandler en gruppe børn i Æbleparken, Odense, som konstant har problemer med nabolagets vicevært J.B.

## Medvirkende
Blandt de medvirkende kan nævnes:
- Jesper Christensen - J.B.
- Adam Gilbert Jespersen - George
- Kirstine Rosenkrands Mikkelsen - Lulu
- Maurice Blinkenberg-Thrane - David
- Marius Sonne Janischefska - Thomas
- Marie Katrine Rasch - Nuka
- Tobias Johannessen - Nicolaj
- Sebastian Aagaard-Williams - Svend
- Pelle Bang Sørensen - Sebastian
- Christina Meyer - Maria
- Rasmus Bjerg - Betjent Halding
- Pia Mourier - Betjent Sleth
- Bjarne Henriksen - Hansen
- Paw Henriksen - Victor
- Kirsten Lehfeldt - Anna
- Dick Kaysø - Ole Suhr
- Nils P. Munk - Otto
- Lene Maria Christensen - postbud kvinde
- Rita Angela - Dame

## Handling
12-årige George er lige flyttet ind hos sin moster i boligkomplekset, Æbleparken. Hvor den lede og urimelige vicevært J.B. regrere over de såkaldte "møgunger". George betragtes som lidt af en nørd af de andre børn i nabolaget men da han viser sig at være ret opfindsom ved at finde på en plan for at få J.B. fjernet fra Æbleparken, bliver han hyldt som en helt. Men alt er ikke solskin og regnbuer da en ny mystisk vicevært bliver sat til at arbejde i Æbleparken. 
Den nye vicevært viser sig at være rar over for børnene men George er stadig skeptisk, og prøver at få ham anholdt ved at sætte stjålne ting i hans lejlighed. Eftersom en ny ny vicevært kommer til Æbleparken som ungerne regner ud er en tyv, vil de prøve at få den rigtige tyv arresteret and rense navnet af den rare vicevært. Efter en hektisk nat hvori børnene næsten blev fanget mange gange, finder George ud af at den rare vicevært i virkeligheden er hans fremmedgjorte far.

## Musik
Rockgruppen TAK har indspillet tre sange til filmens soundtrack, deriblandt "Mary, Mary" og "Kys mig lille Pige".

## Eksterne Henvisninger
- Møgunger på Internet Movie Database (engelsk)
- Møgunger på Filmdatabasen
- Møgunger på danskefilm.dk
- Møgunger på danskfilmogtv.dk
- Møgunger på Scope
- Møgunger på MovieMeter (nederlandsk)
- Møgunger på The Movie Database (engelsk)